# عذرا جعفري
عذرا جعفري (بالفارسية: عذرا جعفری) هي سياسية أفغانية وناشطة في مجال حقوق المرأة، أصبحت أول امرأة تشغل منصب رئيس بلدية لأفغانستان. تنتمي إلى المجموعة العرقية هزارة.

## حياتها
أكملت جعفري دراستها الثانوية في إيران أثناء إقامتها هناك كلاجئة، وواصلت تعليمها في مدرسة التوليد في كابول 2005. بعد الإطاحة بطالبان في أواخر عام 2001، وإنشاء إدارة كرزاي الجديدة المدعومة من الغرب، عادت وشاركت في اللويا جركة الطارئة في كابول.

## السيرة المهنية
كانت عذرا جعفري رئيسة تحرير مجلة "فرهانج" الاجتماعية والثقافية الأفغانية في عام 1998. وفي وقتٍ لاحق، أنشأت مدرسة ابتدائية للاجئين الأفغان في إيران أثناء عملها مسؤولة عن المركز الثقافي للاجئين. في عام 2001، انضمت جعفري إلى اللويا جيرجا الطارئة في كابول. في ديسمبر 2008، عُيِّنَت رئيسة لبلدة نيلي، فكانت العمدة الأولى والوحيدة في أفغانستان. 

## منشوراتها
شاركت جعفري في تأليف كتابين منذ عودتها إلى أفغانستان. ساهمت في وضع الدستور الجديد لأفغانستان، الذي يدور حول النظام والعمليات السياسية في أفغانستان، ونُشر في عام 2003. كألّفَت "أنا امرأة عاملة"، والتي تتحدث عن قانون العمل وحقوق المرأة الأفغانية في سوق العمل. السوق، وصدَرَ عام 2008.

## جوائز
حصلت عذرا جعفري على جائزة ميتو التذكارية في المجلس الوطني الباكستاني للفنون تقديرًا لعملها والتزامها بالتنمية الاجتماعية.